# Marc Allégret
Pour les articles homonymes, voir Allégret.
Marc Allégret est un réalisateur et photographe français, né le 23 décembre 1900 à Bâle et mort le 3 novembre 1973 à Paris.
Marc Allégret est le frère aîné du cinéaste Yves Allégret et l'oncle de Catherine Allégret, fille d’Yves Allégret et Simone Signoret.

## Biographie
Quatrième des cinq fils d'Élie Allégret, un pasteur protestant missionnaire qui a été le précepteur d'André Gide, Marc avait 14 ans lorsque le pasteur, qui partait officier en Afrique, pria Gide de veiller à l'éducation de ses fils. Marc entretient avec ce dernier une liaison qui marque réciproquement leur maturité personnelle. Après avoir accompagné André Gide au Congo en 1927 et y avoir tourné un documentaire, il décide de poursuivre une carrière de cinéaste. Ce voyage met également fin à sa liaison avec Gide, bien qu'ils soient restés amis.

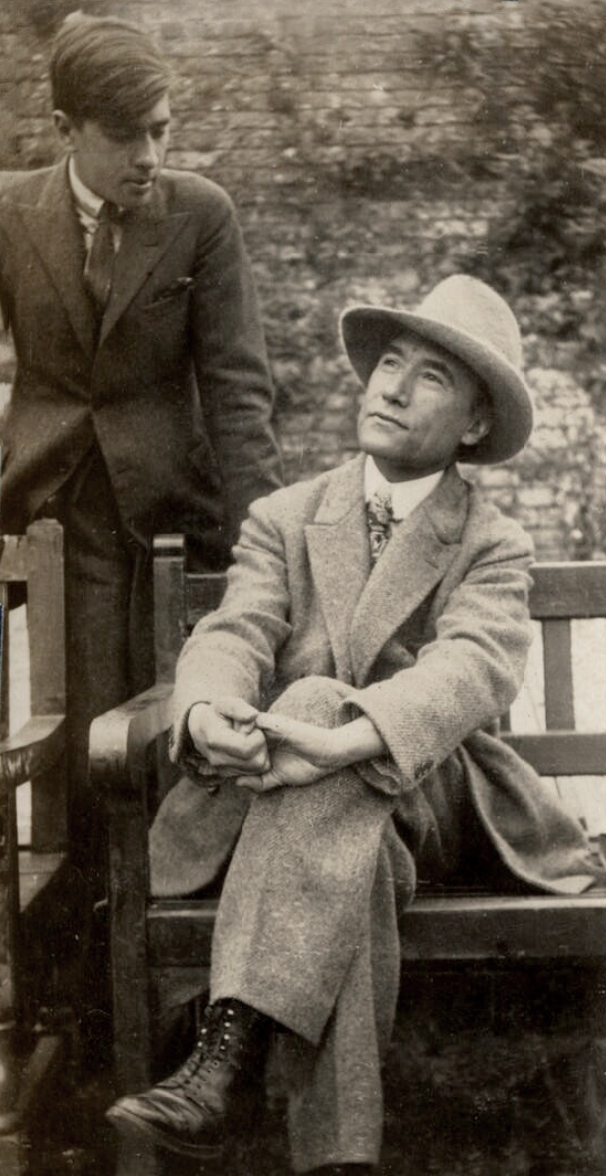
Marc Allégret (à gauche) et André Gide en 1920, photographiés par Ottoline Morrell.

Pierre Braunberger, qui a produit Voyage au Congo, l'engage dans sa société de production. Il tourne plusieurs courts métrages, des comédies interprétées par Fernandel, comme notamment La Meilleure Bobonne (1930), et devient l'assistant du réalisateur Robert Florey, qu'il remplace en 1930 sur le tournage de Le Blanc et le Noir, avec Raimu et Fernandel. Il dirige ensuite Raimu dans Mam'zelle Nitouche, La Petite Chocolatière et Fanny de Marcel Pagnol, avec lequel il ne s'entend guère pendant le tournage.

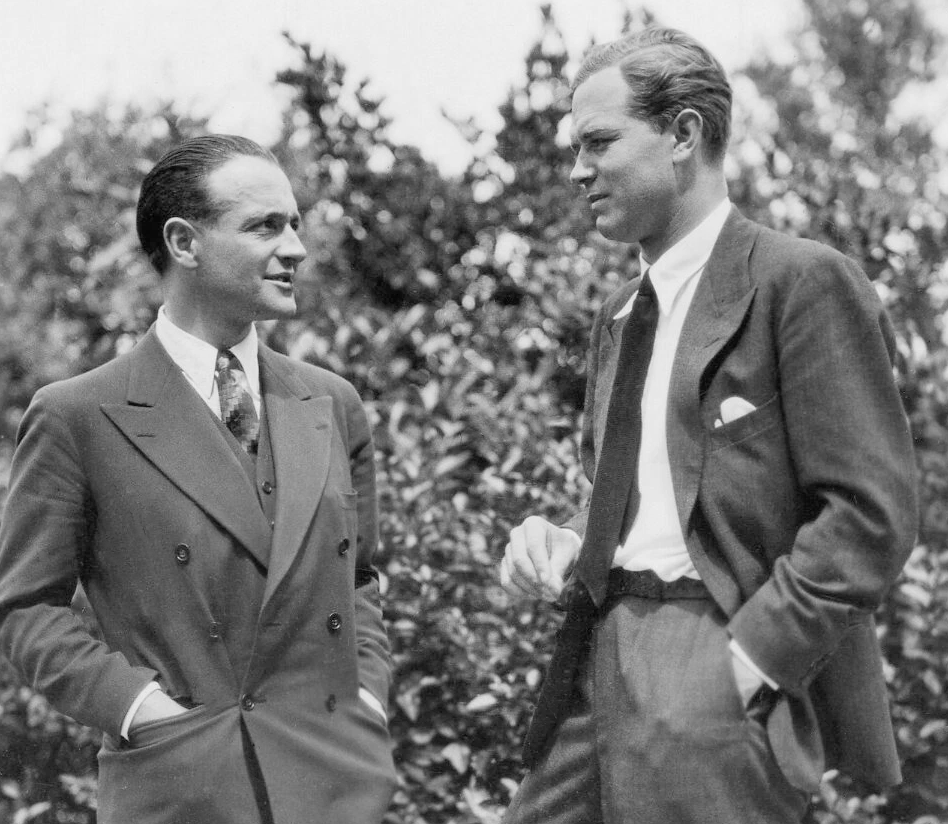
Pierre Fresnay et Marc Allégret en 1931.

Il a une liaison avec l'actrice Simone Simon entre 1931 et 1933 , qu'il révèle dans Lac aux dames en 1934. Pendant les années 1930, il réalise notamment Zouzou avec Jean Gabin et Joséphine Baker, Sous les yeux d'Occident (1936), avec Pierre Fresnay et Michel Simon, Gribouille (1937) avec Raimu et Michèle Morgan dont c'est le premier rôle important, et Entrée des artistes (1938), avec Louis Jouvet qui joue quasiment son propre rôle de professeur au Conservatoire, dont les élèves sont interprétés par Claude Dauphin, Odette Joyeux et Bernard Blier. Le 18 octobre 1938, il épouse l'actrice Nadine Vogel dont il divorce en 1957. En 1939, le tournage de son film Le Corsaire est interrompu par la déclaration de la Seconde Guerre mondiale.
Pendant l'Occupation, il réalise plusieurs comédies, dont Félicie Nanteuil (1943), avec Micheline Presle, et Les Petites du quai aux fleurs (1944), où Odette Joyeux et Bernard Blier côtoient Gérard Philipe débutant. Après la guerre, il retrouve dans Pétrus (1946) deux de ses tout premiers interprètes, Fernandel et Simone Simon, puis il réalise trois films en Grande-Bretagne.
De retour en France, il dirige notamment Jeanne Moreau (Julietta, 1953, avec Jean Marais), Danielle Darrieux dans une version édulcorée de L'Amant de Lady Chatterley en 1955, Brigitte Bardot – dont le mari, Roger Vadim, est son assistant à la réalisation – dans En effeuillant la marguerite avec Daniel Gélin en 1956, Annie Girardot (L'amour est en jeu (1957), avec Robert Lamoureux), Bourvil (Un drôle de dimanche, 1958), et Catherine Deneuve dans un des sketches des Parisiennes (1962) avec Johnny Hallyday.
Boudé, de même que les réalisateurs de sa génération, par les cinéastes et les critiques de la Nouvelle Vague, il signe alors des documentaires puis un dernier film, Le Bal du comte d'Orgel, présenté en 1970 à l'ouverture du Festival de Cannes. Il meurt trois ans plus tard à son domicile situé au 11bis rue Lord-Byron dans le 8e arrondissement de Paris.

### «Découvreur de talents»
Fernandel, Raimu, Jean-Louis Barrault, Joséphine Baker ont débuté au cinéma dans un film de Marc Allégret. Il est le premier à avoir confié des rôles importants à Simone Simon et à Michèle Morgan, qu'il a révélées. Il a fait jouer dans ses films des acteurs alors en devenir, tels que Bernard Blier, Louis Jourdan, Danièle Delorme, Gérard Philipe, Daniel Gélin, Brigitte Bardot, Jean-Paul Belmondo, Alain Delon, Patrick Dewaere ou encore Johnny Hallyday. Roger Vadim a été son assistant.

## Filmographie

### Réalisateur
- 1927 : Voyage au Congo (documentaire)
- 1927 : En Tripolitaine (Les Troglodythes) (documentaire)
- 1928 : L'Île de Djerba (documentaire)
- 1928 : Les Chemins de fer belges (documentaire)
- 1929 : Papoul ou l'Agadadza (moyen métrage)
- 1930 : La Meilleure Bobonne (court métrage)
- 1930 : J'ai quelque chose à vous dire (court métrage)
- 1931 : Mam'zelle Nitouche
- 1931 : Attaque nocturne (court métrage)
- 1931 : Le Collier (court métrage)
- 1931 : Isolons-nous Gustave (court métrage)
- 1931 : Les Quatre Jambes (court métrage)
- 1931 : Les Amours de minuit
- 1931 : Le Blanc et le Noir
- 1932 : La Petite Chocolatière
- 1932 : Fanny
- 1934 : Zouzou
- 1934 : L'Hôtel du libre échange
- 1934 : Lac aux dames
- 1934 : Sans famille
- 1935 : Les Beaux Jours
- 1936 : Sous les yeux d'Occident
- 1936 : Aventure à Paris
- 1936 : Les Amants terribles (d’après la pièce de Noël Coward)
- 1937 : Gribouille
- 1937 : La Dame de Malacca
- 1937 : Andere Welt (version allemande de La Dame de Malacca)
- 1938 : Orage
- 1938 : Entrée des artistes
- 1939 : Le Corsaire (film inachevé)
- 1941 : Parade en 7 nuits
- 1942 : L'Arlésienne
- 1942 : La Belle Aventure
- 1943 : Les Deux Timides
- 1944 : Les Petites du quai aux fleurs
- 1945 : Félicie Nanteuil
- 1946 : Lunegarde
- 1946 : Pétrus
- 1948 : Jusqu'à ce que mort s'ensuive (titre original : Blanche Fury)
- 1950 : Maria Chapdelaine
- 1951 : Blackmailed
- 1952 : Avec André Gide (documentaire)
- 1952 : Occultisme et Magie (documentaire)
- 1952 : La Demoiselle et son revenant
- 1953 : Julietta
- 1954 : L'amante di Paride
- 1955 : Futures Vedettes
- 1955 : L'Amant de lady Chatterley
- 1956 : En effeuillant la marguerite
- 1957 : L'amour est en jeu
- 1958 : Sois belle et tais-toi
- 1958 : Un drôle de dimanche
- 1959 : Les Affreux
- 1962 : Les Démons de minuit
- 1962 : Les Parisiennes
- 1963 : L'Abominable Homme des douanes
- 1966 : Lumière (documentaire - court métrage)
- 1966 : Bibliothèque d’enfant
- 1967 : Exposition 1900 (documentaire)
- 1968 : Lumière (documentaire - moyen métrage)
- 1968 : Début de siècle (documentaire)
- 1968 : La Grande-Bretagne et les États-Unis de 1896 à 1900 (documentaire)
- 1968 : Jeunesse de France (documentaire)
- 1969 : L'Europe continentale avant 1900 (documentaire)
- 1969 : L'Europe méridionale au temps des rois (documentaire)
- 1970 : Le Bal du comte d'Orgel

### Scénariste
- 1931 : L'Amour à l'américaine de Claude Heymann et Paul Fejos

### Assistant réalisateur
- 1931 : L'Amour à l'américaine de Claude Heymann et Paul Fejos